# Ivete Sangalo

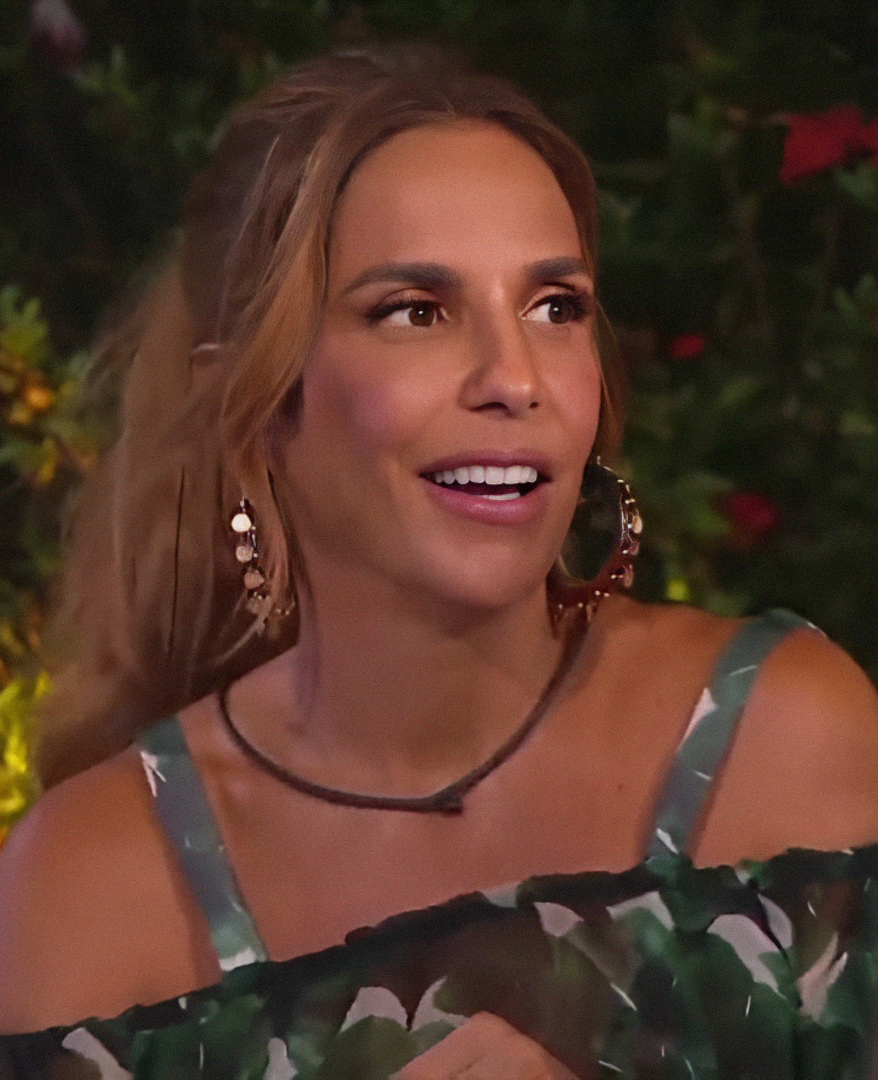
Ivete Sangalo (2022)

Ivete Maria Dias de Sangalo Cady (* 27. Mai 1972 in Juazeiro, Bahia), bekannt als Ivete Sangalo (Aussprache [iˈvɛtʃi sɐ̃ˈɡaɫu]), ist eine brasilianische Axé-Sängerin und -Komponistin. Sie erreichte als Sängerin der Band Banda Eva große Bekanntheit in Brasilien. In ihrer Zeit bei Banda Eva verkaufte die Band annähernd 4 Millionen CDs. 1999 trennte sich Sangalo von der Band und ist seitdem als Solokünstlerin aktiv.

## Leben
Bereits in der Schule begann Sangalo, Gitarre zu spielen und zu singen. Nach dem Tod ihres Vaters und ihres Bruders zog Sangalo mit 16 Jahren nach Salvador da Bahia, wo sie als Model und Verkäuferin arbeitete. Ein Jahr später begann sie in kleinen Bars und Clubs zu singen. Nachdem sie an mehreren Shows und Konzerten mitgewirkt hatte, wurde sie in Morro do Chapéu von dem Produzenten Jonga Cunha entdeckt. Von da an war sie die Sängerin der Banda Eva. 1992 gewann sie in Salvador den Musikpreis Troféu Dorival Caymmi. Nachdem sie sechs CDs mit Banda Eva veröffentlicht hatte, begann sie 1999 ihre Solokarriere.
Musikalisch wurde Sangalo besonders durch Elis Regina und Gilberto Gil beeinflusst; Letieres Leite arrangierte für sie. Sie singt mit ihrer markanten, tiefen Stimme hauptsächlich Axé-Musik und Sambareggae. 2005 gewann sie bei den Latin Grammy Awards den Preis für das beste traditionelle brasilianische Album. Auch national erhielt sie zahlreiche Auszeichnungen und gilt als eine der beliebtesten Sängerinnen.
Seit Beginn ihrer Solokarriere wurden mehr als 14 Millionen Alben von Sangalo verkauft. Sie ist das Gesicht mehrerer Werbekampagnen, unter anderem von Garnier, Avon, TAM, Banco Itaú und Danone. Außerdem wirkte sie in kleineren Rollen im brasilianischen TV und bei Filmproduktionen mit.
Sangalo ist Mutter eines Sohnes (* 2009) und zweier Töchter (* 2018).
Sie ist bekennender Fan des Fußballvereins EC Vitória.

## Diskografie

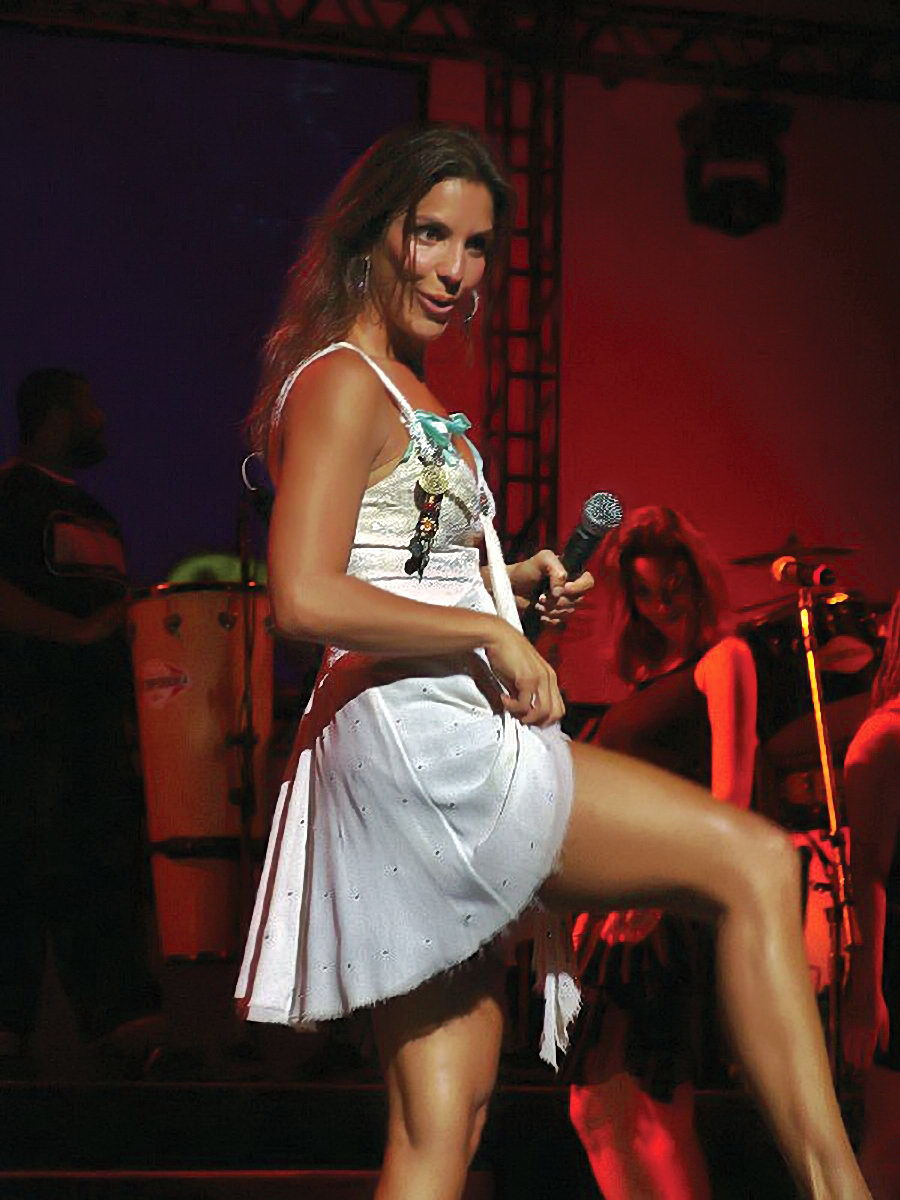
Ivete Sangalo (2005)

### Banda Eva
- 1993: Banda Eva
- 1994: Prá Abalar
- 1995: Hora H
- 1996: Beleza Rara
- 1997: Banda Eva ao vivo
- 1997: O Melhor da Banda Eva
- 1998: Eva, Você e Eu

### Studioalben
| Jahr | Titel                           | Höchstplatzierung, Gesamtwochen, AuszeichnungChartsChartplatzierungen (Jahr, Titel, Platzierungen, Wochen, Auszeichnungen, Anmerkungen) | Anmerkungen                                        |
| Jahr | Titel                           | PT | Anmerkungen                                        |
| ---- | ------------------------------- | --- | -------------------------------------------------- |
| 2005 | As super novas                  | PT20 Gold · (5 Wo.)PT | Erstveröffentlichung: 5. August 2005 · BR: Diamant |
| 2009 | Pode Entrar: Multishow Registro | PT4 (5 Wo.)PT | Erstveröffentlichung: 6. Juni 2009 · BR: Gold      |
| 2012 | Real Fantasia                   | PT7 (6 Wo.)PT | Erstveröffentlichung: 9. Oktober 2012 · BR: Gold   |

Weitere Studioalben
- 1999: Ivete Sangalo (BR: Platin)
- 2000: Beat Beleza (BR: Gold)
- 2002: Festa (BR: Platin)
- 2003: Clube Carnavalesco Inocentes em Progresso (BR: Gold)
- 2008: Veveta e Saulinho - A Casa Amarela (BR: Gold)
- 2015: Viva Tim Maia! (mit Criolo) (BR: Gold (Physisch) + Gold (Digital))
- 2022: Macaco Sessions

### Livealben
| Jahr | Titel                                          | Höchstplatzierung, Gesamtwochen, AuszeichnungChartsChartplatzierungen (Jahr, Titel, Platzierungen, Wochen, Auszeichnungen, Anmerkungen) | Anmerkungen                                                |
| Jahr | Titel                                          | PT | Anmerkungen                                                |
| ---- | ---------------------------------------------- | --- | ---------------------------------------------------------- |
| 2004 | MTV ao Vivo - Ivete Sangalo                    | PT6 Platin · (42 Wo.)PT | Erstveröffentlichung: 29. Februar 2004 · BR: Diamant       |
| 2007 | Multishow ao Vivo: Ivete no Maracanã           | PT10 Gold · (15 Wo.)PT | Erstveröffentlichung: 2. April 2007 · BR: ×3Dreifachplatin |
| 2010 | Ivete Sangalo Ao Vivo no Madison Square Garden | PT9 Gold · (19 Wo.)PT | Erstveröffentlichung: 7. Dezember 2010 · BR: Gold          |
| 2014 | Multishow ao Vivo: Ivete Sangalo - 20 Anos     | PT15 (2 Wo.)PT | Erstveröffentlichung: 6. Mai 2014                          |
| 2015 | O carnaval de Ivete Sangalo - Sai do chão      | PT36 (1 Wo.)PT | Erstveröffentlichung: 11. Dezember 2015 · BR: Platin       |
| 2016 | Acústico em trancoso                           | PT34 (2 Wo.)PT | Erstveröffentlichung: 29. Juli 2016 · BR: Platin           |

Weitere Livealben
- 2019: Live Experience (BR: Gold)

### Kompilationen
| Jahr | Titel                           | Höchstplatzierung, Gesamtwochen, AuszeichnungChartsChartplatzierungen (Jahr, Titel, Platzierungen, Wochen, Auszeichnungen, Anmerkungen) | Anmerkungen                                                                       |
| Jahr | Titel                           | PT | Anmerkungen                                                                       |
| ---- | ------------------------------- | --- | --------------------------------------------------------------------------------- |
| 2002 | Se eu não te amasse tanto assim | PT25 (3 Wo.)PT | Erstveröffentlichung: 14. November 2002 · BR: Gold; Charteinstieg in PT erst 2005 |
| 2005 | Novo millenium                  | PT7 (16 Wo.)PT | Erstveröffentlichung: 20. November 2005                                           |
| 2008 | Perfil                          | PT3 Gold · (13 Wo.)PT | Erstveröffentlichung: 17. September 2008 · BR: Platin                             |
| 2010 | Duetos                          | PT3 (9 Wo.)PT | Erstveröffentlichung: 5. Mai 2009 · BR: Platin                                    |
| 2013 | As nossas canções               | PT25 (2 Wo.)PT | Erstveröffentlichung: 17. September 2013                                          |

grau schraffiert: keine Chartdaten aus diesem Jahr verfügbar
Weitere Kompilationen
- 2005: A Arte de Ivete Sangalo
- 2006: O Melhor de Ivete Sangalo
- 2008: Sem Limite
- 2011: Baladas da Ivete

### Singles
| Jahr | Titel Album                 | Höchstplatzierung, Gesamtwochen/‑monate, AuszeichnungChartplatzierungen (Jahr, Titel, Album, Platzierungen, Wochen/Monate, Auszeichnungen, Anmerkungen) | Höchstplatzierung, Gesamtwochen/‑monate, AuszeichnungChartplatzierungen (Jahr, Titel, Album, Platzierungen, Wochen/Monate, Auszeichnungen, Anmerkungen) | Anmerkungen                                          |
| Jahr | Titel Album                 | BR | PT | Anmerkungen                                          |
| ---- | --------------------------- | --- | --- | ---------------------------------------------------- |
| 2020 | O mundo vai Macaco Sessions | — | PT165 (2 Wo.)PT | Erstveröffentlichung: 24. Januar 2020 · BR: Platin   |
| 2023 | Macetando –                 | BR1 Diamant · (2 Mt.)BR | PT3 (14 Wo.)PT | Erstveröffentlichung: 15. Dezember 2023 mit Ludmilla |

Weitere Singles
- 2001: Festa (BR: Diamant)
- 2002: Se eu não te amasse tanto assim (BR: Gold)
- 2003: Sorte Grande Poeira (BR: Platin)
- 2004: Flor Do Reagge (BR: Platin)
- 2005: Quando A Chuva Passar (BR: Platin)
- 2005: Abalou (BR: Platin)
- 2005: Não Me Conte Seus Problemas (BR: Platin)
- 2006: Céu Da Boca Ao Vivo No Maracanã (BR: Platin)
- 2007: Abalou Ao Vivo No Maracanã (BR: Platin)
- 2007: Não Precisa Mudar (BR: Diamant)
- 2007: Deixo (BR: Gold)
- 2007: Berimbau Metalizado (BR: Diamant)
- 2007: Não Quero Dinheiro (Só Quero Amar) (BR: Platin)
- 2007: Completo (BR: Platin)
- 2012: Deixo – Ao Vivo no Maracanã (BR: Gold)
- 2016: Zero a Dez (feat. Luan Santana, BR: Gold)
- 2017: À Vontade (mit Wesley Safadão, BR: Gold)
- 2018: Um Sinal (mit Melim, BR: ×3Dreifachplatin )
- 2018: Teleguiado (BR: Gold)
- 2019: Mainha Gosta Assim – Ao Vivo Em São Paulo (BR: Gold)
- 2020: Pulando Pipoca (mit Ludmilla, BR: Gold)
- 2020: Me Liga (mit Jão, BR: Gold)
- 2021: Tá Solteira, Mas Não Tá Sozinha (BR: Platin)
- 2025: Energia de Gostosa (BR: Platin)

### Gastbeiträge
- 2019: Ioiô (Dilsinho feat. Ivete Sangalo, BR: Platin)
- 2020: Color Esperanza 2020 (Various Artists, Benefizsingle)

### Videoalben
- 2004: MTV ao Vivo (BR: ×5Fünffachdiamant )
- 2007: Multishow ao Vivo: Ivete no Maracanã (BR: ×2Doppeldiamant )
- 2009: Multishow Registro Pode Entrar (BR: Platin)
- 2010: Multishow ao vivo Ivete Sangalo no Madison Square Garden (BR: Diamant, PT: Gold[13])
- 2014: Multishow ao Vivo Ivete Sangalo 20 Anos (BR: ×2Doppelplatin )

## Auszeichnungen für Musikverkäufe
| Goldene Schallplatte - Brasilien - 2024: für das Lied O Nosso Amor Venceu Platin-Schallplatte - Brasilien - 2024: für das Lied Cria Da Ivete - Spanien - 2025: für die Single Color Esperanza 2020 | 9× Goldene Schallplatte - Mexiko - 2024: für die Single Color Esperanza 2020 |

Anmerkung: Auszeichnungen in Ländern aus den Charttabellen bzw. Chartboxen sind in ebendiesen zu finden.
| Land/RegionAuszeichnungen für Musikverkäufe (Land/Region, Auszeichnungen, Verkäufe, Quellen) | Gold       | Platin       | Diamant       | Verkäufe  | Quellen             |
| -------------------------------------------------------------------------------------------- | ---------- | ------------ | ------------- | --------- | ------------------- |
| Brasilien (PMB)                                                                              | 20× Gold20 | 29× Platin29 | 14× Diamant14 | 8.530.000 | pro-musicabr.org.br |
| Mexiko (AMPROFON)                                                                            | Gold1      | 4× Platin4   | —             | 270.000   | amprofon.com.mx     |
| Portugal (AFP)                                                                               | 5× Gold5   | Platin1      | —             | 84.000    | Einzelnachweise     |
| Spanien (Promusicae)                                                                         | —          | Platin1      | —             | 60.000    | elportaldemusica.es |
| Insgesamt                                                                                    | 26× Gold26 | 35× Platin35 | 14× Diamant14 |           |                     |